# Hexos

Strukturformel för fruktos

En hexos är en monosackarid med sex kolatomer i antingen en ogrenad eller en grenad kedja. Det är den mest förekommande gruppen av monosackarider, och glukos är den vanligaste hexosen.
Hexoser organiseras i två olika grupper, aldohexoser och ketohexoser. Aldohexoser har en aldehydgrupp i position 1, ketohexoser har en ketongrupp i position 2. Samtliga hexoser har molekylformeln C6H12O6.
De olika hexoserna förekommer som raka kedjor, såsom avbildas till höger, eller som ringslutna hemiacetaler.

## Aldohexoser

Allos
Altros
Glukos
Mannos
Gulos
Idos
Galaktos
Talos

## Ketohexoser

Psicos
Fruktos
Sorbos
Tagatos